# مهرجان مولوديست

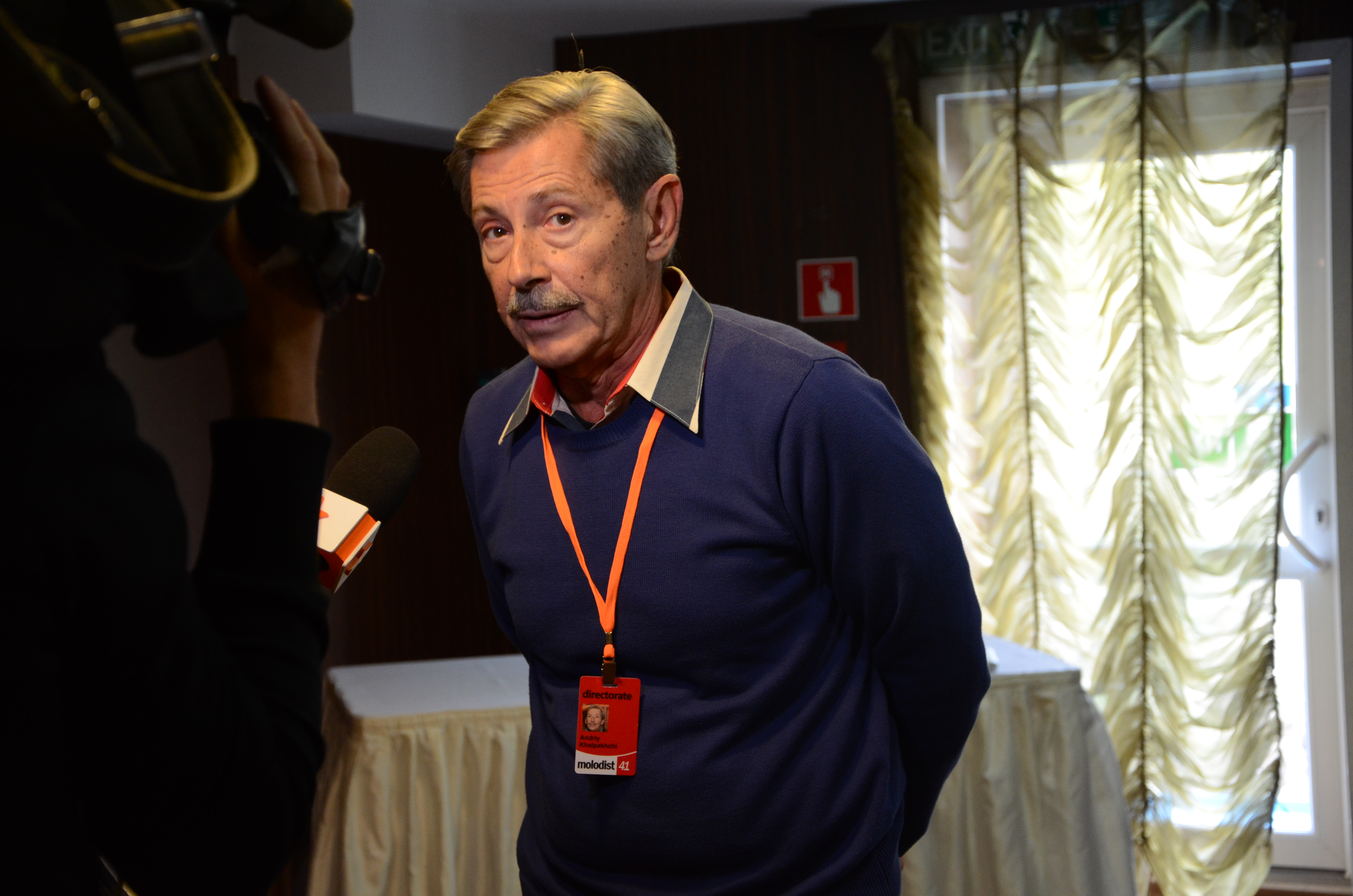

مهرجان كييف السينمائي الدولي "مولوديست" ( (بالأوكرانية: Київський Міжнародний Кінофестиваль "Молодість")‏ ) هو مهرجان سينمائي دولي يقام سنوياً خلال شهر أكتوبر في العاصمة كييف في أوكرانيا . بدأ في عام 1970 كمهرجان أفلام لمدة يومين، صوره طلاب معهد ولاية كييف للفنون المسرحية ، وعرض 33 فيلمًا في ذلك العام. في عام 2010 ، تم تقديم 439 فيلمًا ، مما يجعله أكبر مهرجان سينمائي في أوكرانيا ، ويبلغ جمهوره 127000 شخصاً، رئيس المهرجان لعام 2021 هو أندريه خالبخشي( بالأوكرانية: Андрій Халпахчі).    ، وهو المهرجان السينمائي الأوكراني الوحيد المعتمد عالمياً من الاتحاد الدولي لجمعيات منتجي الأفلام (FIAPF) منذ العام 1991. وتحوي القائمة 25 مهرجانًا دوليًا آخر غيره متخصصا في الصناعات السينمائية.
ظهر المنتجون الأوروبيون المعروفون حاليًا لأول مرة في مهرجان مولوديست مثل فريد كليمان وتوم تيكوير وداني بويل وفرانسوا أوزون وأندراس مونوري وإلديكو إينيدي وهيرا بوبيلارز وجاك أوديار وسيرجي ماسلوبويشيكوفا وأليكسي بالابانوف ودينيس إيفستينييف وستيفن دالدريوكُرِّم المشاركون باحتفالية المولوديست لاحقًا بجائزة السعفة الذهبية ( برونو دومون ) والأوسكار ( آلان برلينر).ش